# Brugmansia versicolor

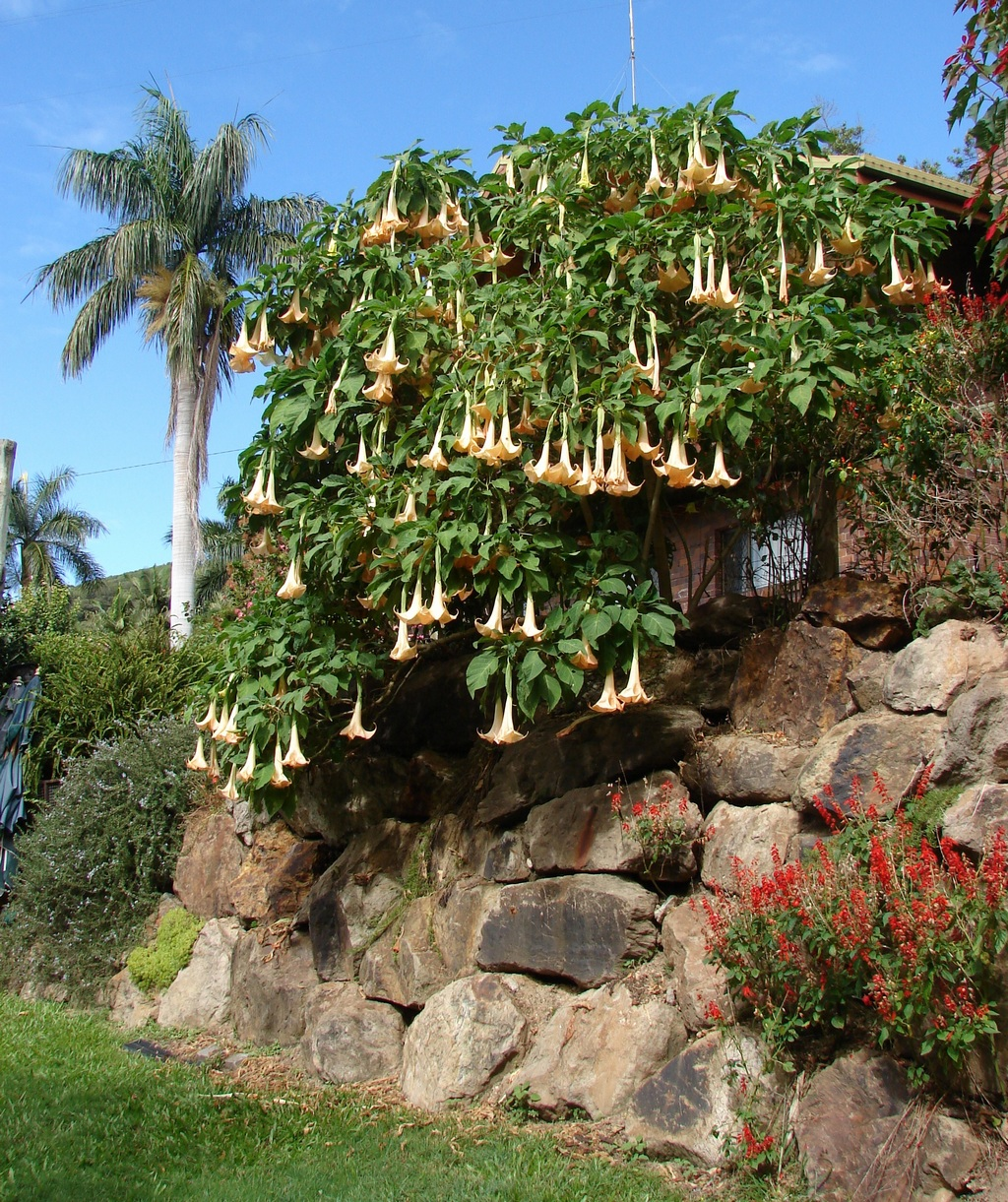
Hábito da planta

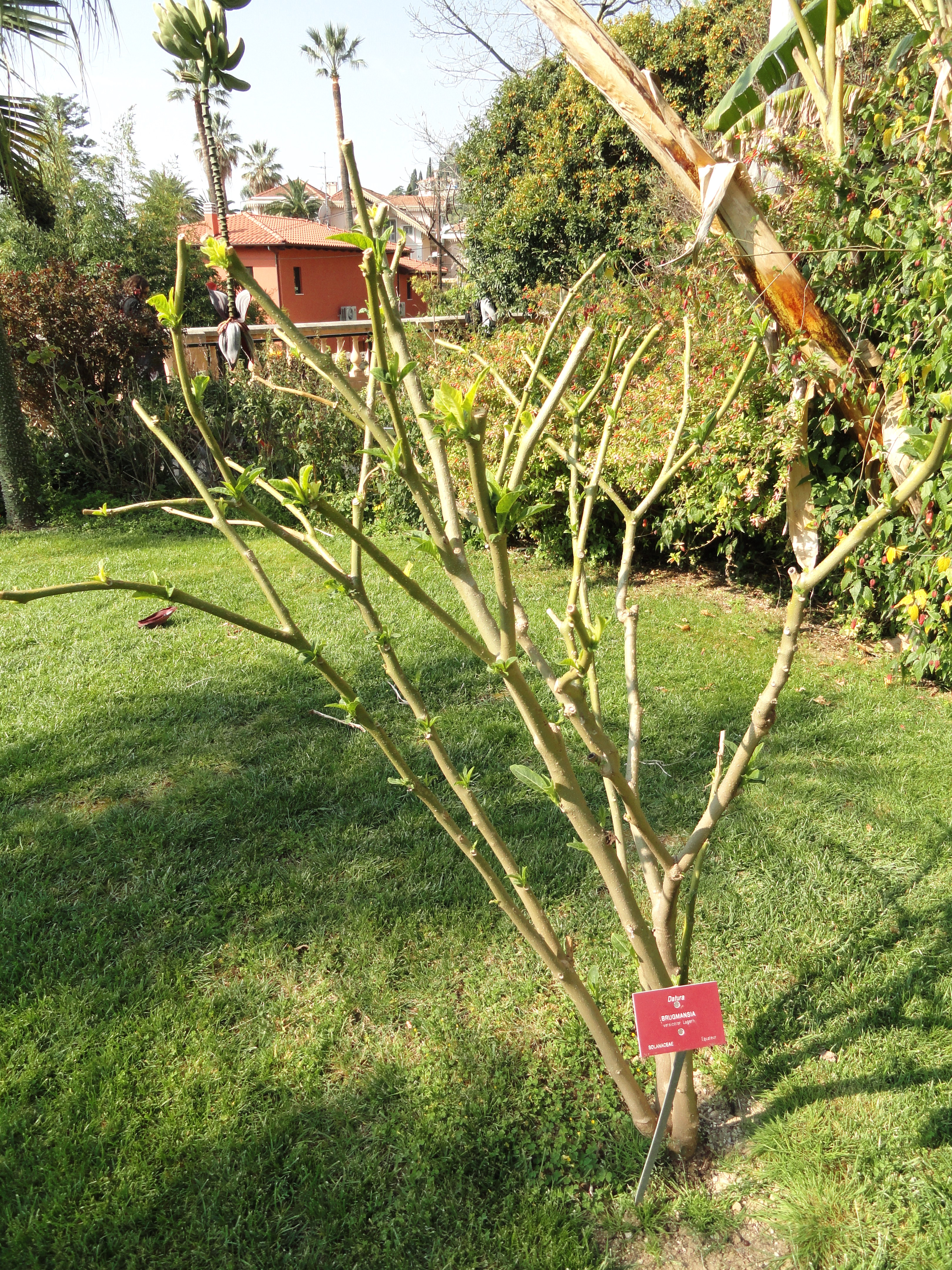
Como planta ornamental.

Brugmansia versicolor é uma espécie de plantas com flor do género Brugmansia da família das solanáceas. É um endemismo do Equador, mas é utilizada para fins ornamentais nas regiões tropicais e subtropicais de todo mundo.

## Taxonomia
Brugmansia versicolor foi descrita por Nils Gustaf von Lagerheim e publicada em Botanische Jahrbücher für Systematik, Pflanzengeschichte und Pflanzengeographie, vol. 20(5), p. 666, no ano de 1895.
A espécie tem como sinonímia:
- Brugmansia mollis (Saff.) Moldenke
- Datura mollis Saff.
- Datura versicolor (Lagerh.) Saff.